# Rūdiškės
Rūdiškės è una città della Lituania, situata nella contea di Vilnius.